# Brevoortia patronus

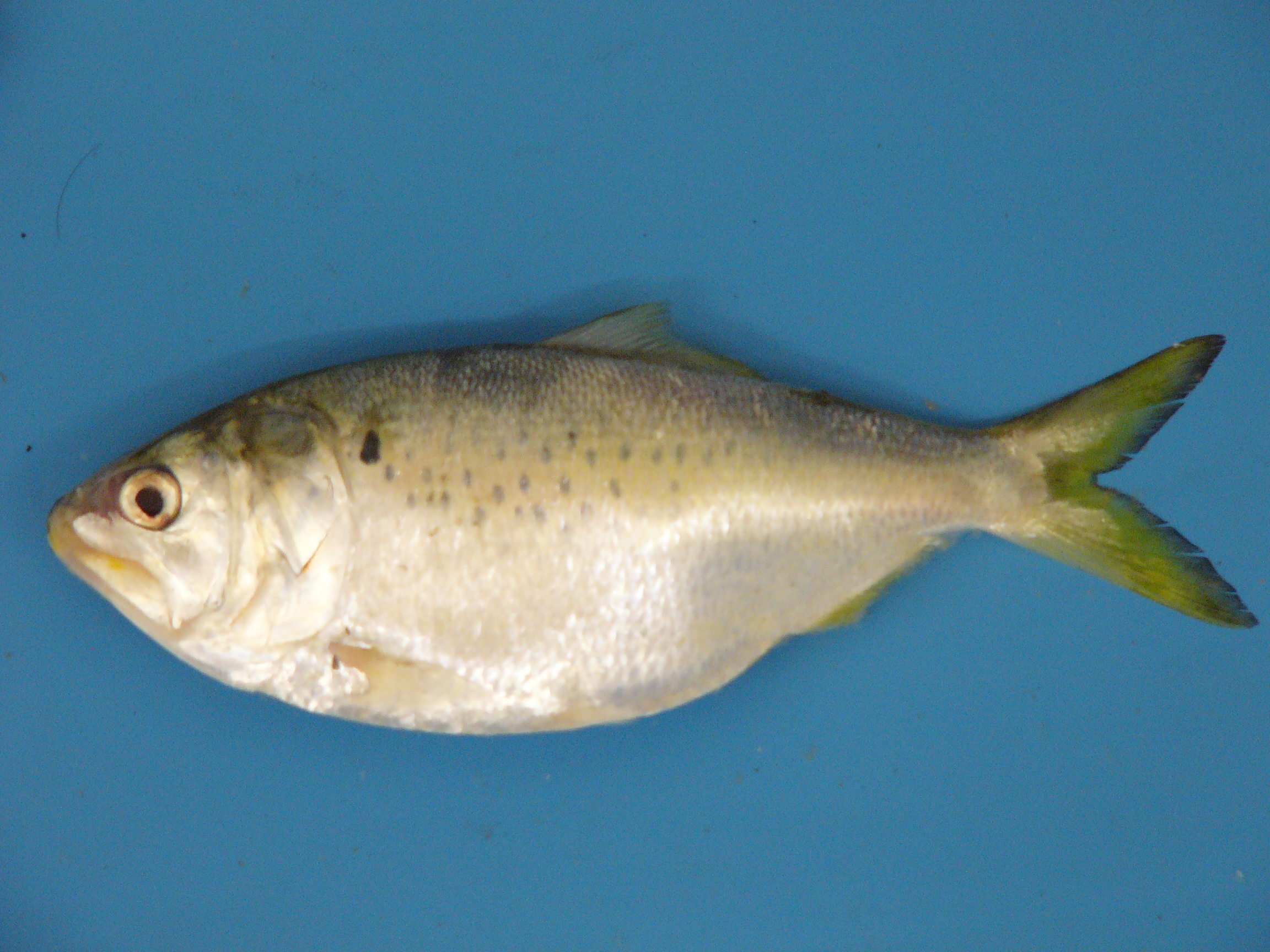
Brevoortia patronus

La lacha escamuda (Brevoortia patronus) es una especie de pez clupeiforme de la familia Clupeidae. Habita en aguas cercanas a la costa del golfo de México, a excepción de extremo este de Yucatán y el oeste de Cuba.
Evidencia morfológica y análisis de ADN sugieren que es complemento de Brevoortia tyrannus.